# AIM-260

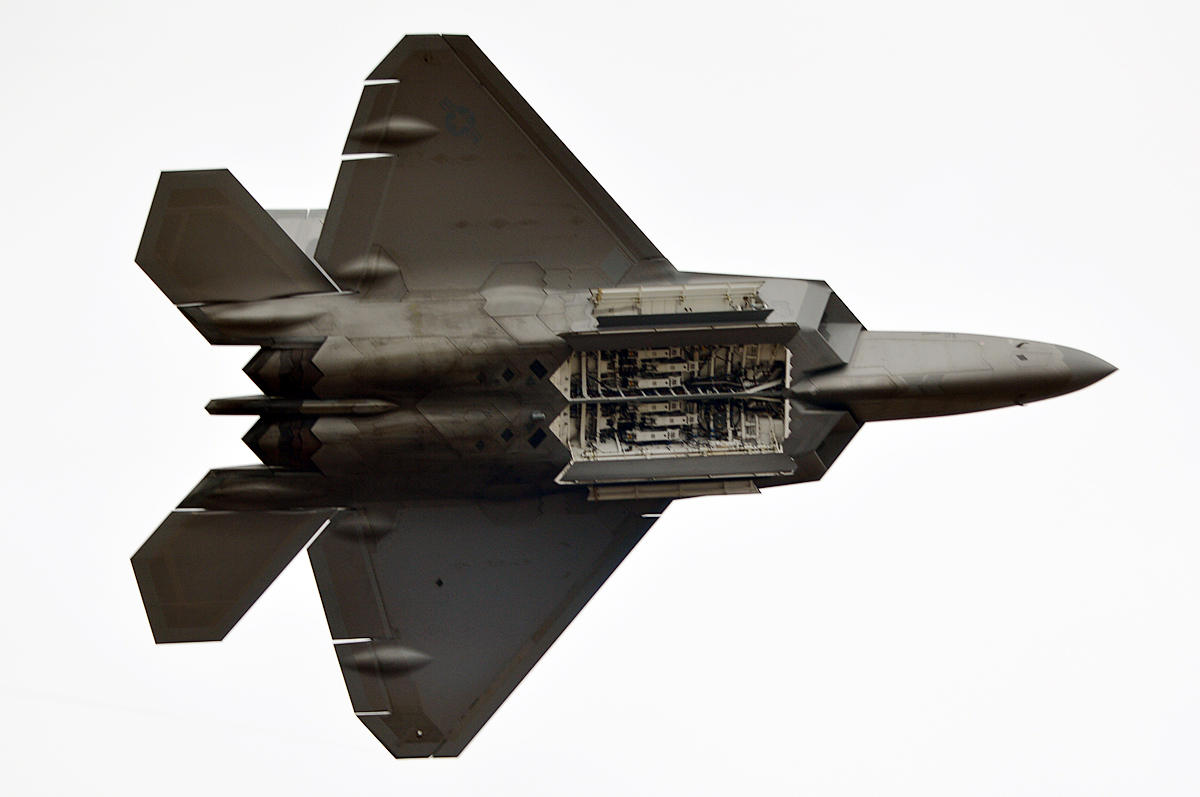
F-22 랩터의 내부무장창

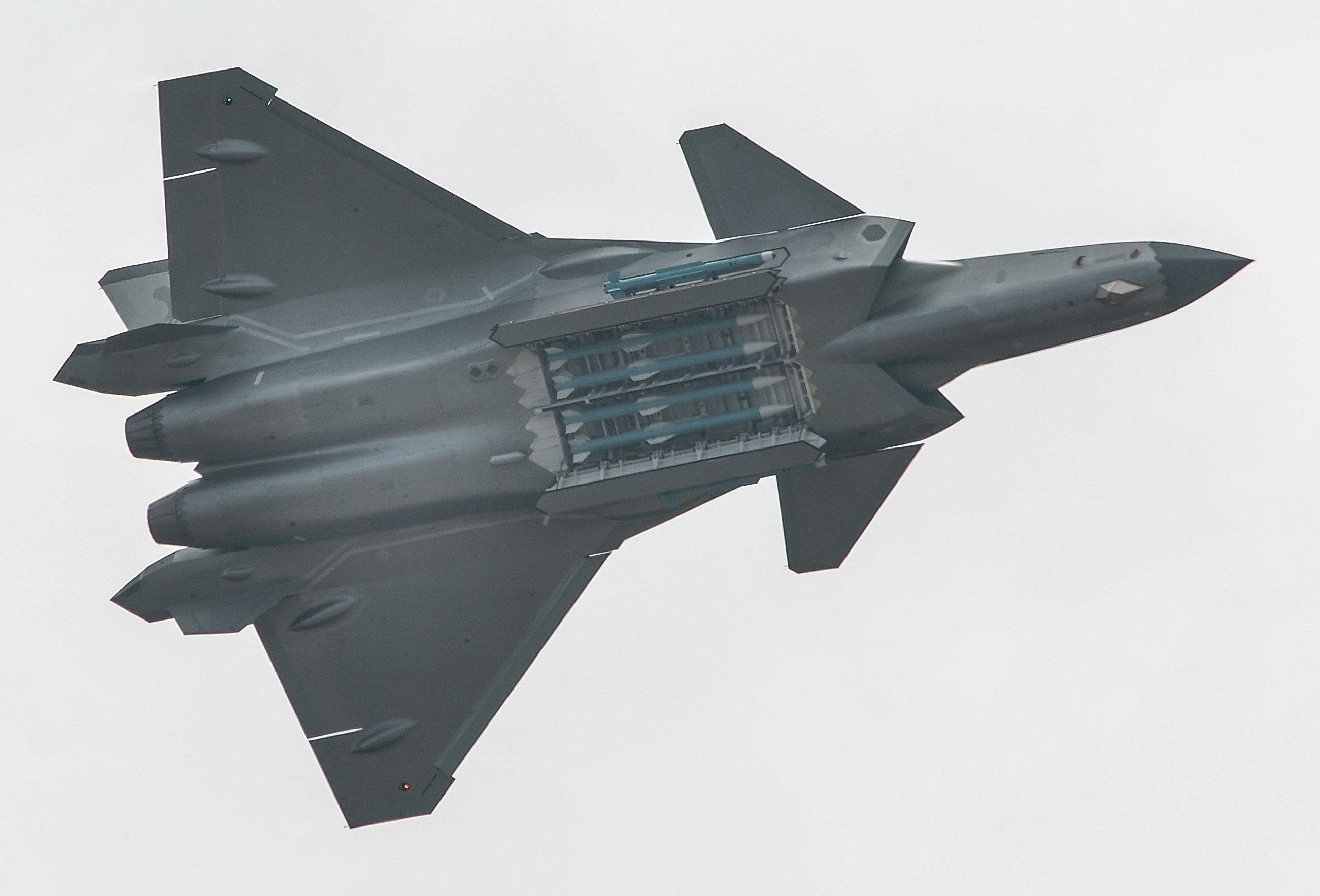
청두 J-20의 좌우 내부무장창에는 PL-15 4발, 측면에 PL-10E 2발이 장착된다.

AIM-260은 미국 록히드 마틴이 개발중인 장거리 공대공 미사일이다.

## 역사
중국의 PL-15 공대공 미사일에 대응하기 위해 개발중이다. 2021년 초도비행을 할 계획이다.
기존의 AIM-120 암람은 사거리 160 km여서 중국의 PL-15 공대공 미사일 보다 열등하다.
중국의 PL-15 공대공 미사일은 사거리 200 km, 최대사거리는 400 km로 알려져 있다.
F-22 랩터는 좌우 내부무장창에 AIM-120C 암람 6발, 측면에 AIM-9X 사이드와인더 2발이 장착된다.
"중국판 F-22 랩터"라고 할 수 있는 청두 J-20의 좌우 내부무장창에는 PL-15 4발, 측면에 PL-10E 2발이 장착된다.

## 같이 보기
- 미사일 목록